# Eduardo Sáenz Hermúa
Eduardo Sáenz-Hermúa (Madrid, 1859-Madrid, 1898), conocido por su pseudónimo «Mecachis», fue un ilustrador, caricaturista, humorista gráfico y escritor español.

## Biografía
Fue uno de los ilustradores más versátiles en las tempranas tiras cómicas españolas. Estudiante de medicina, sus primeros dibujos fueron publicados en la revista de tipo satírico La Broma. Junto con los dibujantes Demócrito y Ramón Cilla, Mecachis era uno de los artistas principales de esta revista democrática y republicana. En las dobles páginas de esta revista, Mecachis formó y definió su propio estilo con sus caricaturas políticas.
La publicación de La Broma fue cancelada en agosto de 1885, pero Mecachis ya había lanzado a su propio proyecto con la revista La Caricatura un año antes. De la primera publicación, él fue el inspirador, el artista principal y el director de esta nueva revista. A causa de su trabajo para La Caricatura a menudo es acreditado como el creador auténtico de la historieta española.
Publicó en revistas como La Caricatura (Madrid, 1884), La Avispa, Don Quijote, La Broma, Madrid Cómico, Blanco y Negro, La Correspondencia de España y Valencia Cómica (1889). También escribió en prensa. Falleció en Madrid el 29 de julio de 1898.
Caricaturas en la revista Madrid Cómico

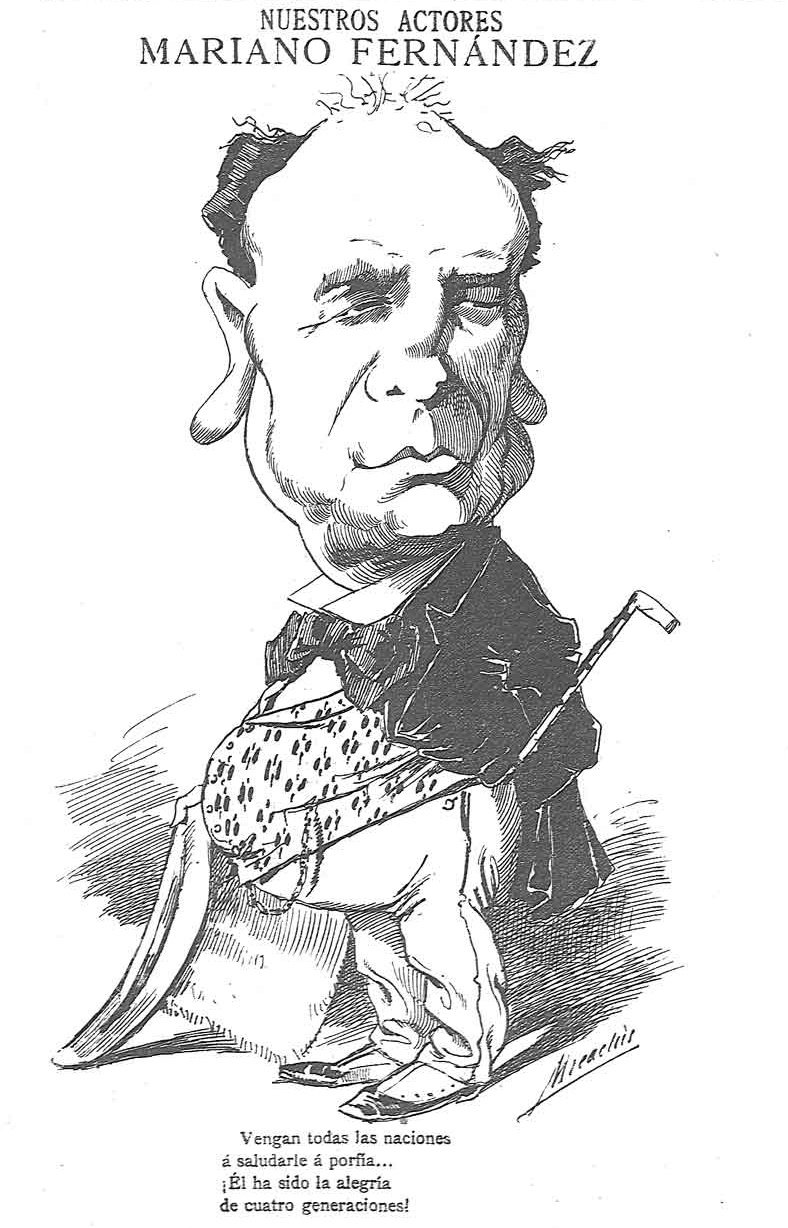
Mariano Fernández
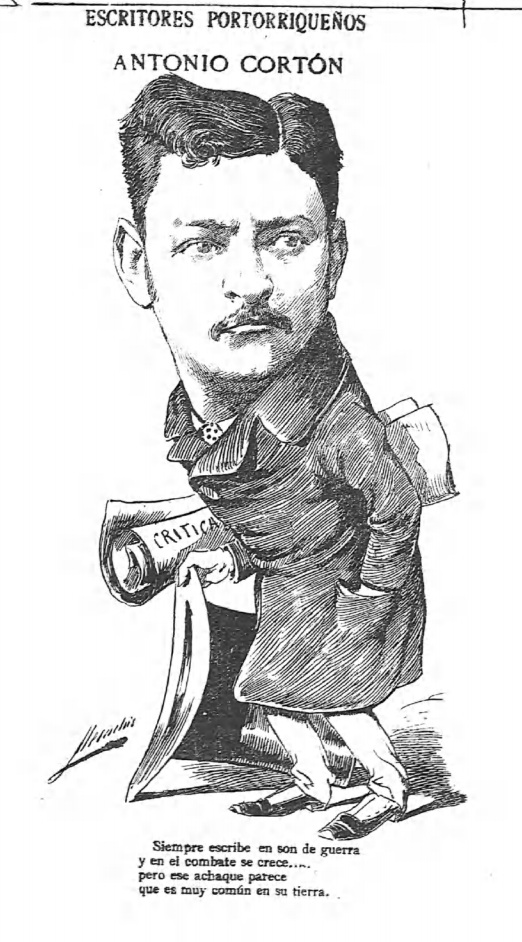
Antonio Cortón
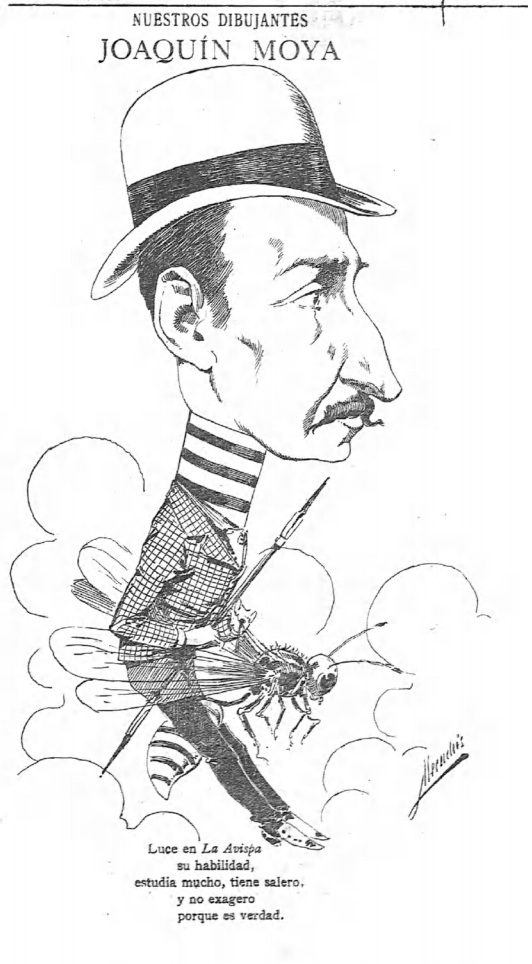
Joaquín Moya
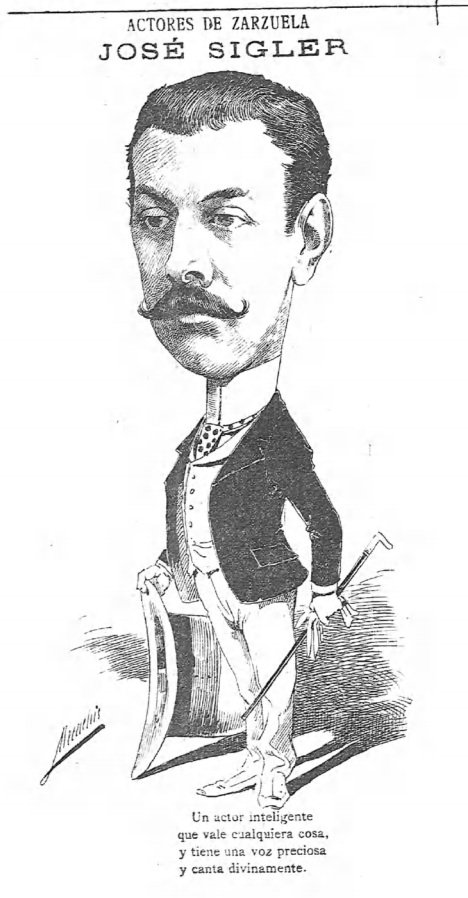
José Sigler
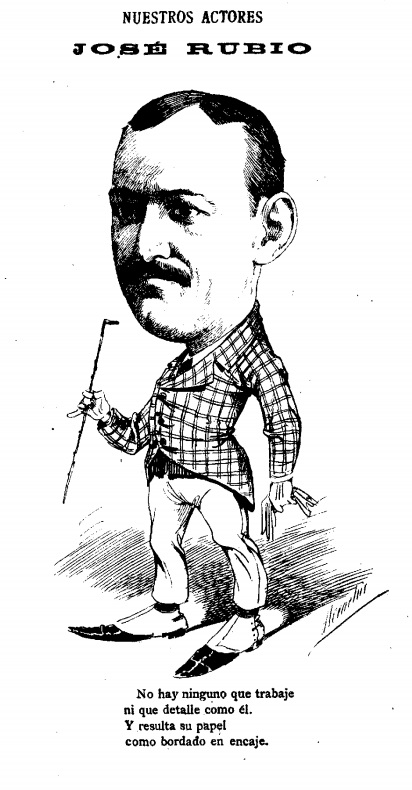
José Rubio